# Promet Spalato

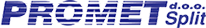
Logo aziendale

Promet Split (in italiano: Spalato Traffico) è l'azienda che gestisce il trasporto pubblico di Spalato (la seconda città più grande della Croazia) e parti dell'area metropolitana circostante. È stata fondata il 13 marzo 1948.
Nel 1965 la società "Iskra" di Supetar è stata fusa con "Promet", per cui "Promet" ha rilevato l'intero trasporto pubblico dell'isola di Brazza.
Nel 1996 la società di pubblica utilità "Promet" è stata trasformata in società a responsabilità limitata.
Nel 2008 l'azienda ha aggiornato la propria flotta con gli ultimi modelli MAN e Mercedes-Benz.
Dal 1 aprile 2018 "Promet" ha introdotto il servizio di rete Wi-Fi gratuito a bordo dei mezzi.